# Clematis tomentella
Clematis tomentella là một loài thực vật có hoa trong họ Mao lương. Loài này được (Maxim.) W.T.Wang & L.Q.Li mô tả khoa học đầu tiên năm 2001.